# Ventilatore ad acqua

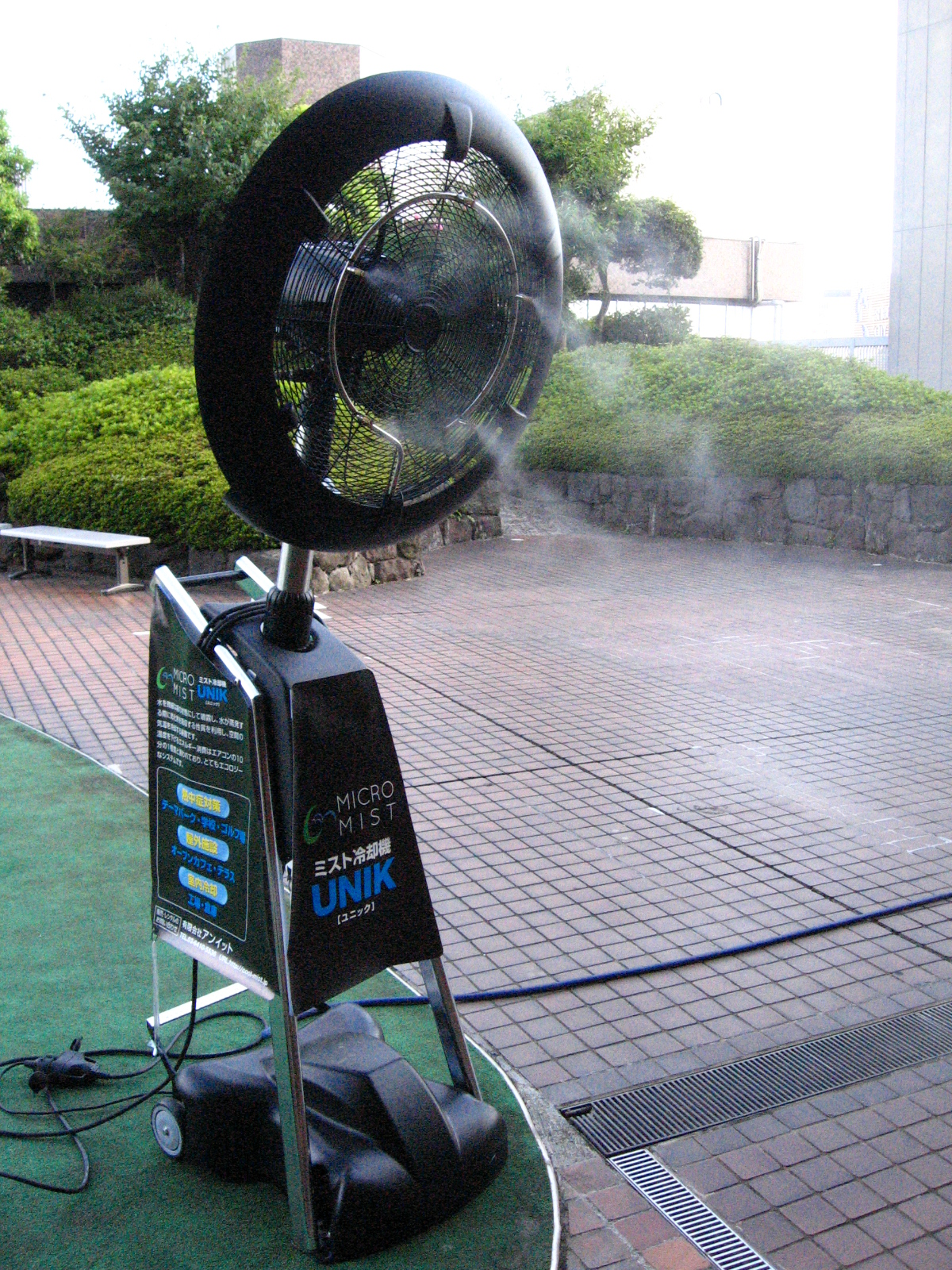
Un ventilatore ad acqua

Viene definito ventilatore ad acqua o ventilatore nebulizzatore un ventilatore dotato di nebulizzatore.
La nebulizzazione di acqua contribuisce ad abbassare la temperatura ambiente per effetto dell'evaporazione delle microgocce mescolate al soffio d'aria.
È impiegato soprattutto in locali come bar e ristoranti, per l'uso esterno in terrazze, in chioschi all'aperto e altri spazi esterni. Viene inoltre impiegato anche nelle metropolitane o piazze di grandi città come Milano, New York e Tokyo.

## Funzionamento
Nella sua forma più comune, il ventilatore ad acqua contiene una vaschetta per l'acqua che è collegata tramite un tubo a un nebulizzatore situato ai lati oppure al centro del coperchio anteriore, dal quale l'aria fuoriesce sotto la spinta delle pale. Il ventilatore ha tre modi di funzionamento: può emettere solo aria, oppure solo acqua nebulizzata (a pale ferme), oppure operare in modo combinato, con pale e nebulizzatore attivi insieme.
Nel funzionamento combinato le pale, ruotando, sospingono l'aria in fuori; nel contempo, l'acqua contenuta in una vaschetta viene risucchiata da una turbina, passando poi per il tubo, all'uscita del quale viene spruzzata fuori nebulizzata e soffiata assieme all'aria nell'ambiente, per azione delle pale in rotazione.
Un tipico apparecchio è quindi dotato di un comando per avviare le pale e regolarne la velocità, di uno per accendere il nebulizzatore, e di un terzo comando per avviare e controllare il movimento oscillatorio che consente di raffrescare un'area più ampia.
Alcuni ventilatori da parete hanno nebulizzatori collegati direttamente alla rete idrica oppure ad una cisterna, come avviene nel caso dei modelli installati nelle metropolitane.
Una forma alternativa è costituita dai ventilatori di tipo assiale con nebulizzatore, che emettono aria e acqua nebulizzata in grandi ambienti interni ma anche esterni, come le piazze o strade di città.

## Versioni del ventilatore
L'apparecchio esiste in varie forme: con sostegno a pedana, con carrello, per installazione a parete, assiale con nebulizzatore in versione portatile o fissa. Alcuni modelli sono dotati di comandi digitali.

## Vantaggi e svantaggi
Se comparato con un sistema di condizionamento d'aria, la sua azione di raffrescamento è meno incisiva. Bisogna anche considerare, che non essendoci l'immissione in ambiente di aria molto fredda non si creano zone con eccessivi sbalzi termici, né correnti gelate che possono risultare disagevoli.

### Vantaggi
Il vantaggio principale rispetto ai comuni ventilatori, che muovono solo aria a temperatura ambiente, consiste nella azione rinfrescante attiva prodotta dall'acqua nebulizzata (che può essere anche mantenuta più fredda tramite l'utilizzo di ghiaccio nella vaschetta di raccolta), la quale riesce a trasferire in modo più efficace il calore rispetto alla sola aria, per via del maggior calore specifico e conducibilità termica.
In una certa misura quindi costituisce un'alternativa al condizionatore d'aria, rispetto al quale è più economico in termini di costi sia di installazione che operativi.

### Svantaggi
Lo svantaggio principale dei modelli portatili dotati di vaschetta è la capacità limitata di questa, che richiede quindi periodici rifornimenti d'acqua, naturalmente i modelli fissi collegati alla rete idrica non presentano questo svantaggio.

La funzione di nebulizzazione se utilizzata in ambienti chiusi, può portare a bagnare le pareti, per questo è preferibile ridurre le capacità nebulizzanti e comunque mantenere le finestre aperte per evitare di aumentare eccessivamente l'umidità.

## Galleria d'immagini

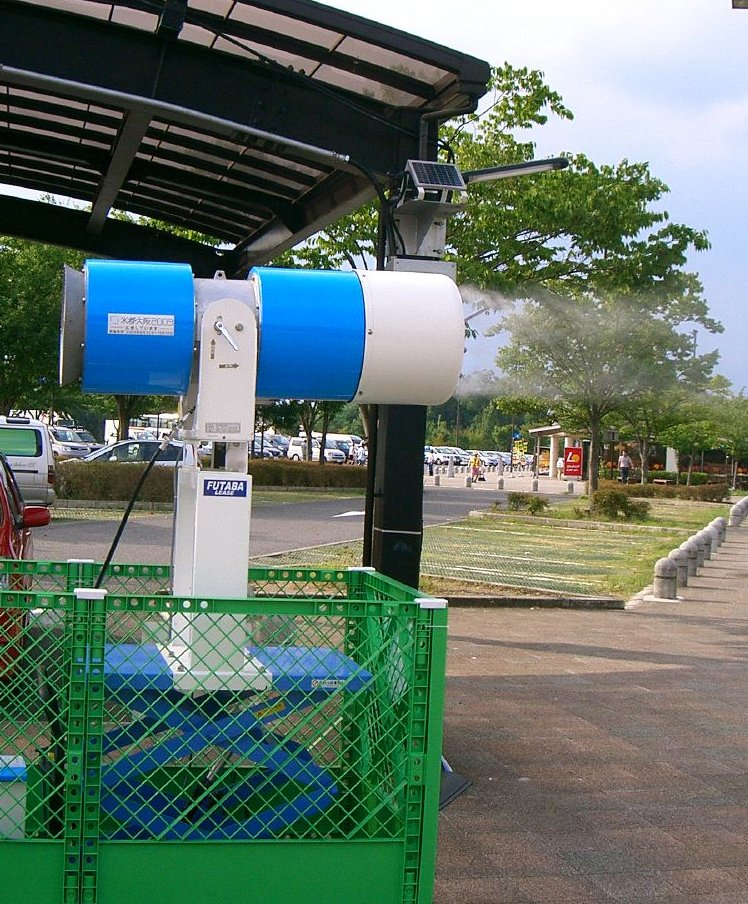
Ventilatore nebulizzatore di tipo assiale
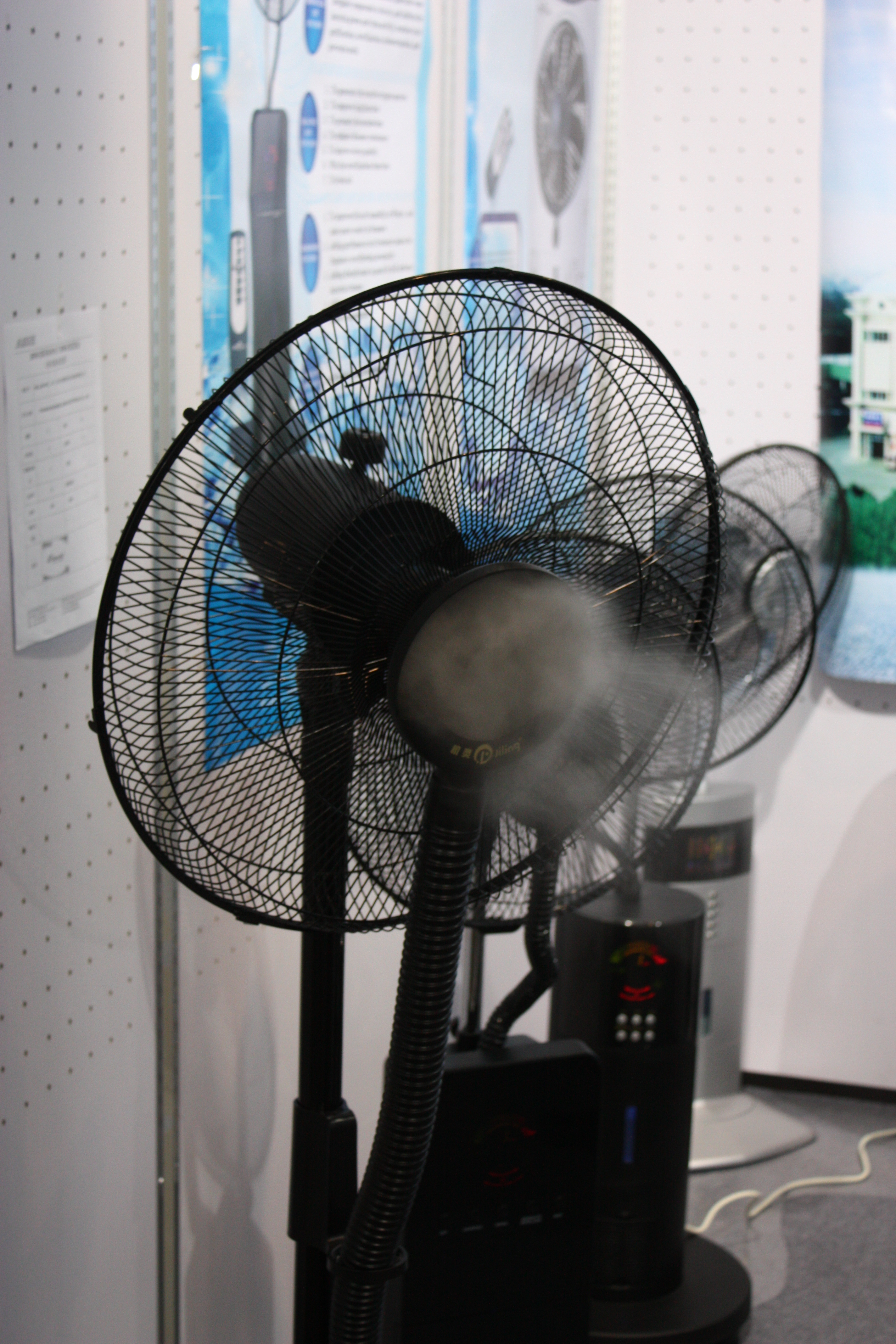
Quattro ventilatori ad acqua con comandi digitali
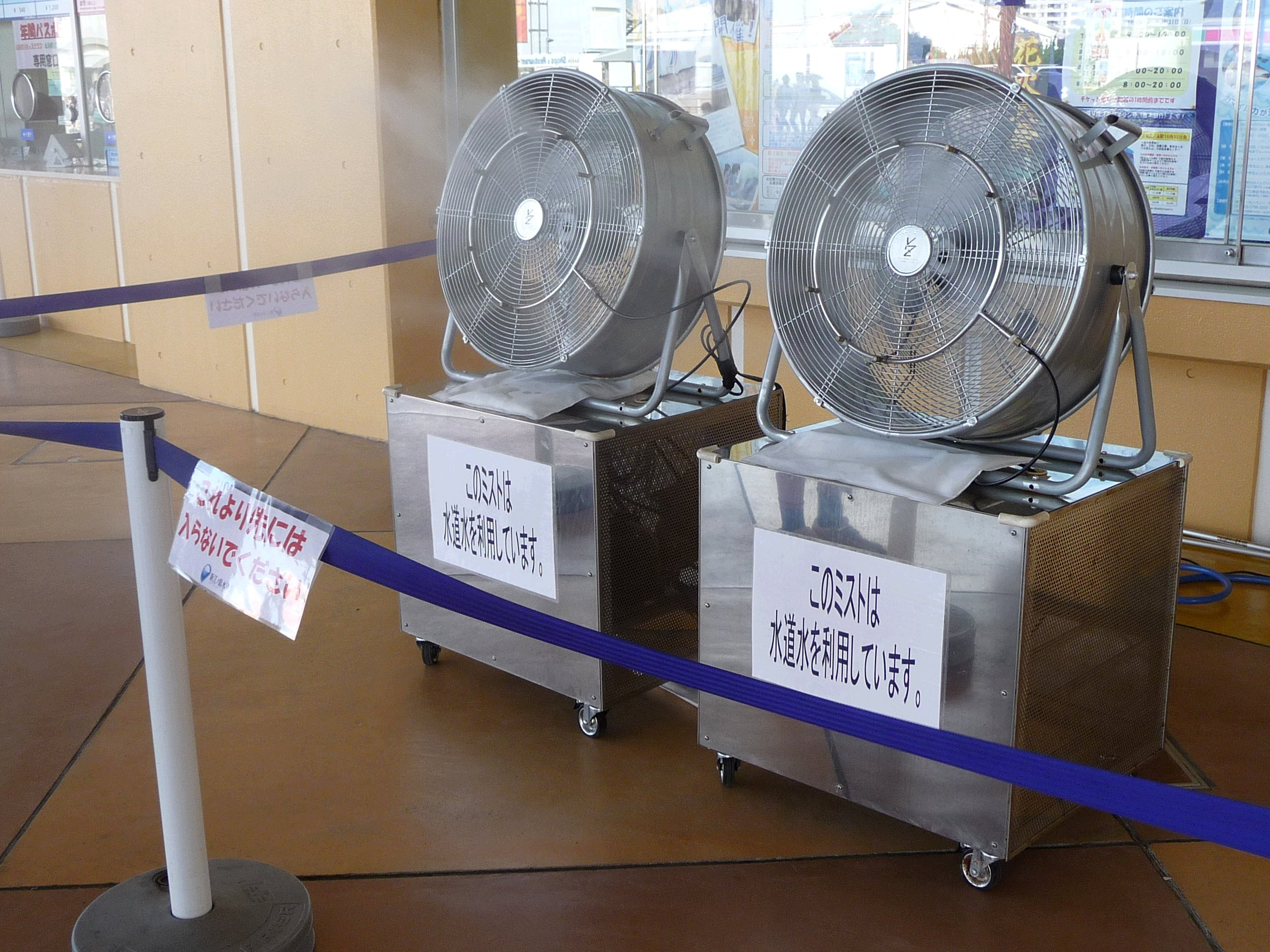
Due ventilatori ad acqua con carrello
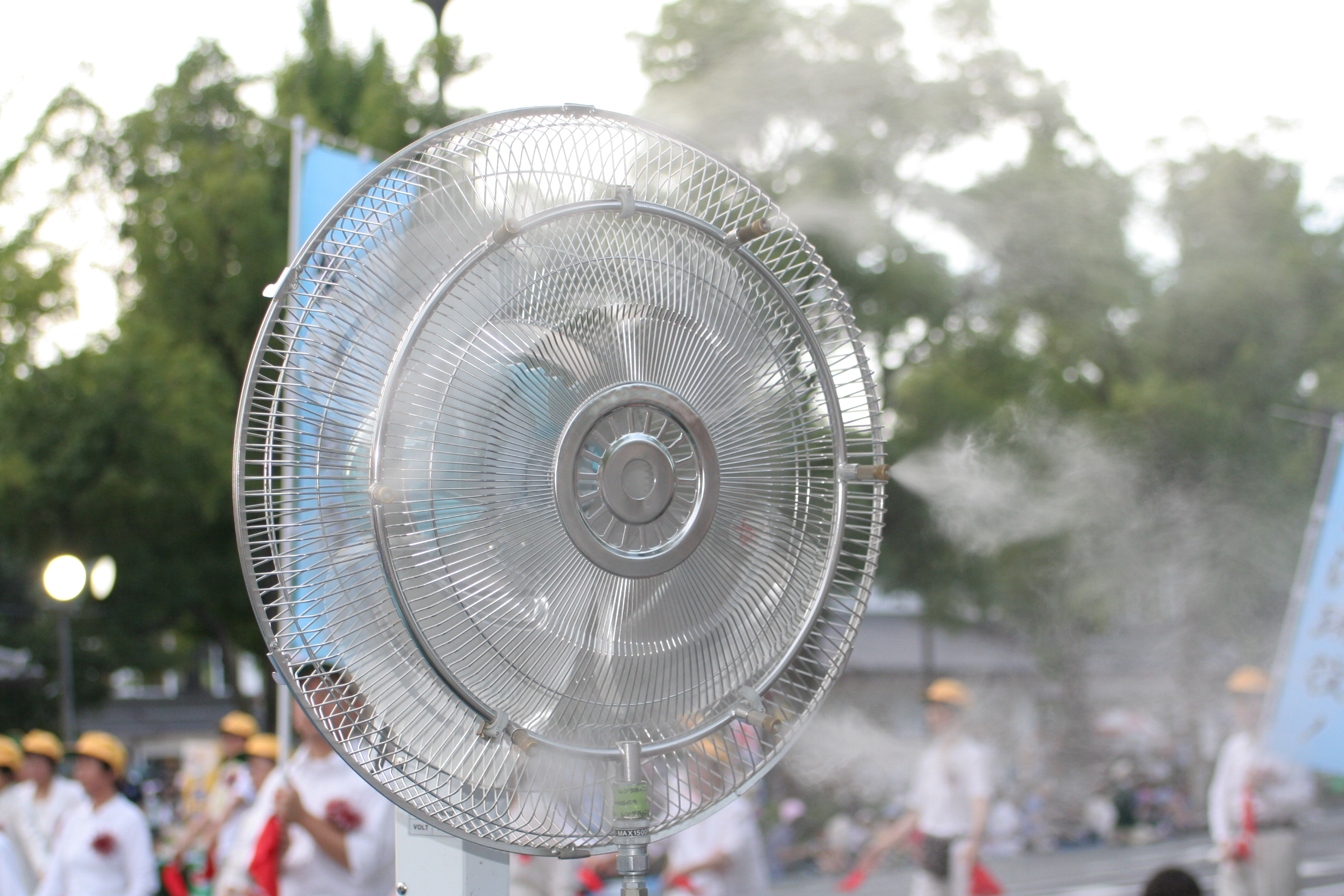
Ventilatore ad acqua per uso esterno
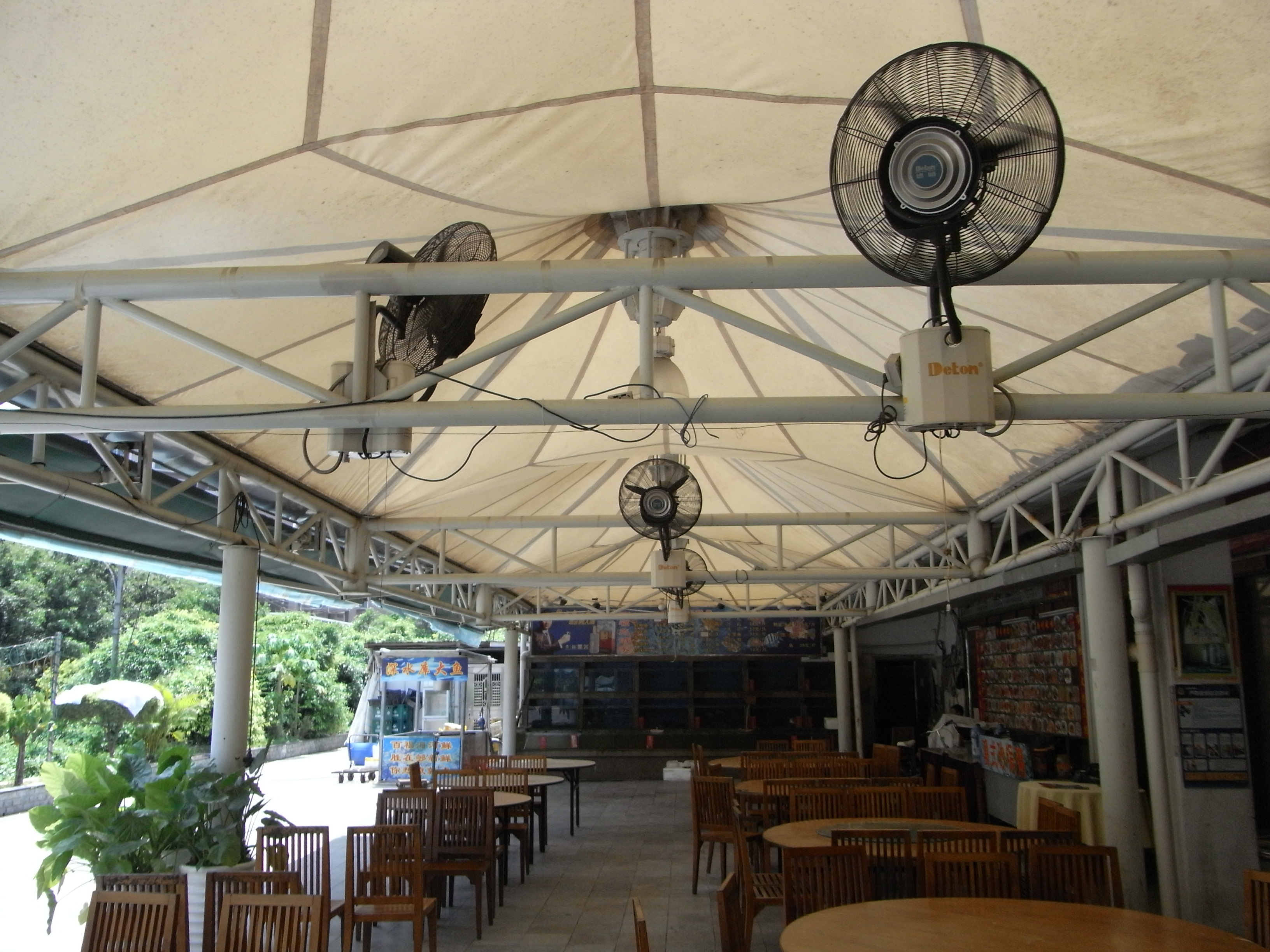
Ventilatori ad acqua a soffitto